# 托马斯·斯塔福德
托马斯·佩顿·斯塔福德（英語：Thomas Patten Stafford，1930年9月17日—2024年3月18日 ）曾是一位美国国家航空航天局的宇航员，执行过双子星6A号、双子星9A号、阿波罗10号以及阿波罗-联盟测试计划任务。